# Basilica del Sacro Cuore di Gesù (Roma)
La basilica del Sacro Cuore di Gesù è una chiesa di Roma, nel rione Castro Pretorio, in via Marsala, nelle vicinanze della Stazione Termini.

## Storia
La chiesa fu voluta da papa Pio IX, che nel 1870 pose la prima pietra del nuovo edificio; ma a causa dell'annessione di Roma al Regno d'Italia i lavori si interruppero; fu solo grazie alla tenacia di san Giovanni Bosco che la costruzione poté essere ripresa nel 1880 e portata a termine nel 1887; l'architetto fu Francesco Vespignani.
La chiesa è sede della parrocchia del Sacro Cuore di Gesù a Castro Pretorio istituita il 2 febbraio 1879 con il decreto vicariale Postremis hisce temporibus. L'11 febbraio 1921, papa Benedetto XV l'ha elevata alla dignità di basilica minore, con la lettera apostolica Pia societas. Papa Paolo VI ha infine istituito, il 5 febbraio 1965, il titolo cardinalizio del Sacro Cuore di Gesù a Castro Pretorio.

## Descrizione

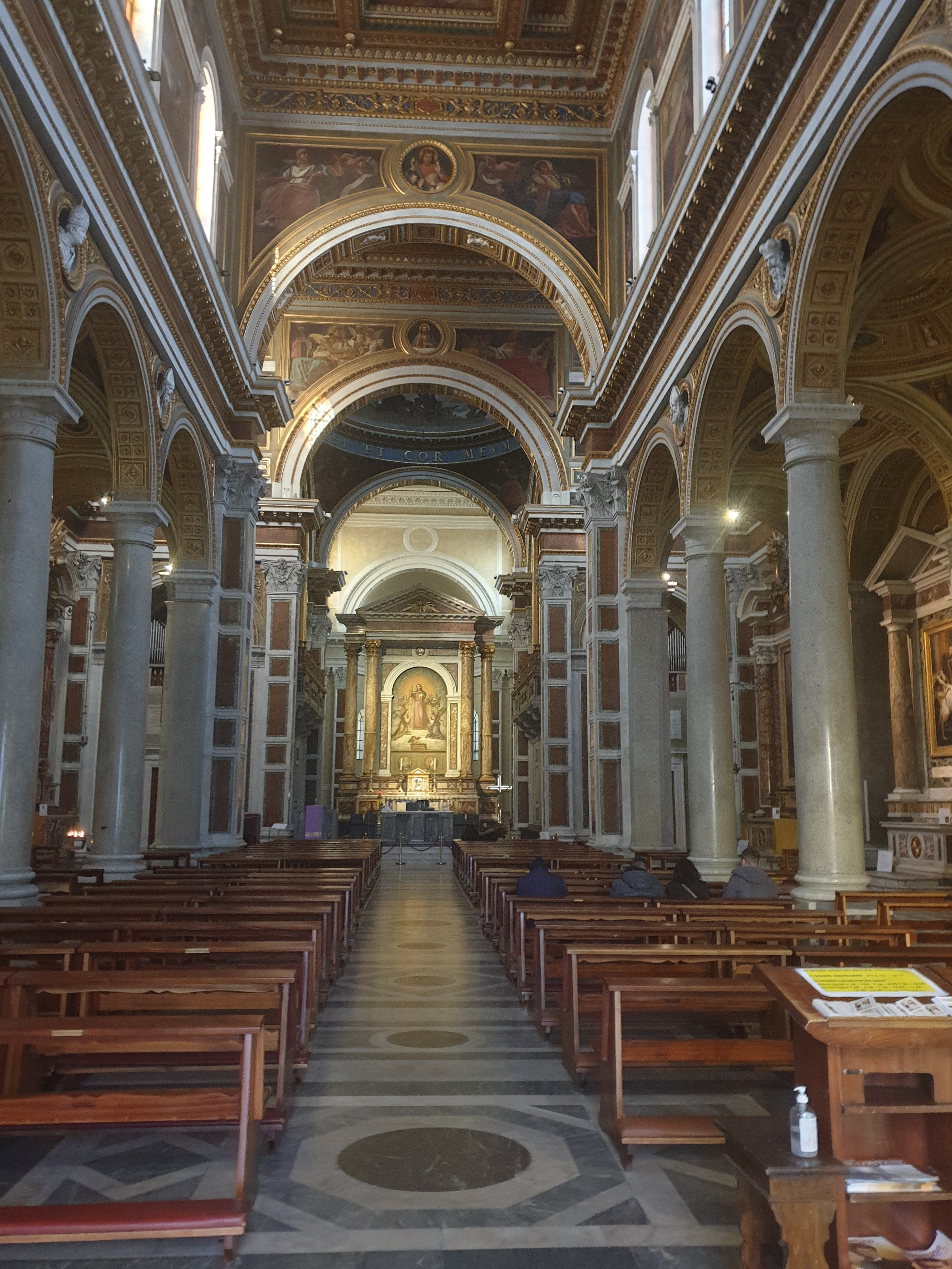
Interno

La facciata è in stile neorinascimentale; sul campanile spicca la statua di Cristo Redentore, posta in loco nel 1931. L'interno si presenta a tre navate, divise da colonne di granito, con transetto e cupola. Nelle cappelle, dipinti del pittore romano Andrea Cherubini.
La chiesa e gli edifici annessi sono di proprietà dei salesiani, che ne hanno fatto uno dei loro centri più importanti di Roma: nell'edificio accanto alla chiesa soggiornò il fondatore, san Giovanni Bosco, dal 1881 al 1884, come ricorda una lapide commemorativa.
Sul retro della basilica viene conservato un ambiente che ricorda il passaggio e la permanenza di don Bosco a Roma.
Familiarmente viene chiamato “le Camerette di Don Bosco”. Si tratta di un ampio locale che ha ospitato il santo nel suo viaggio a Roma (il 20º e ultimo), in occasione della consacrazione della Basilica. Il Santo vi alloggiò dal 30 aprile al 18 maggio 1887.
Lo spazio era suddiviso in due stanze separate da una parete, poi abbattuta per consentire l'ampliamento in funzione di una cappella per la preghiera personale o dei gruppi.
La prima stanza veniva utilizzata da don Bosco come studio per il ricevimento di quanti desideravano incontrarlo. La stanza attigua era attrezzata come camera da letto, con l'aggiunta di un altare ad armadio per la celebrazione privata della messa da parte del santo, ormai molto affaticato e in condizioni precarie di salute.
Qui don Bosco ha operato due prodigiosi interventi, che contribuirono a confermare la fama di “santo”, ancora vivente: liberò totalmente dalla sordità un seminarista, che vedeva compromessa la sua vocazione da questo difetto fisico e guarì, sull'istante, una signora che da molti anni aveva un braccio paralizzato.
Quando la chiesa riconobbe la santità di don Bosco, questi ambienti divennero meta di continui pellegrinaggi e di devota permanenza in preghiera. L'afflusso costante di pellegrini convinse i salesiani ad abbattere la parete che divideva le due stanze allo scopo di offrire un unico ambiente, utilizzabile per l'incontro e la preghiera dei gruppi.
Per avvicinare ancora meglio il visitatore alla presenza viva di don Bosco, che l'ambiente continua a evocare con forza, è stata allestita una grande vetrina contenente molteplici oggetti utilizzati dal santo mentre si trovava a Roma. Nella vetrina è anche conservata una preziosa reliquia, costituita da un batuffolo di cotone imbevuto del sangue di don Bosco, ormai in fin di vita.
È in fase di studio un progetto di ulteriore intervento strutturale dell'ambiente, allo scopo di migliorare l'accesso dei pellegrini, la possibilità della sosta in preghiera e il contatto con la storia di don Bosco attraverso spazi museali e documentari.

## Galleria d'immagini

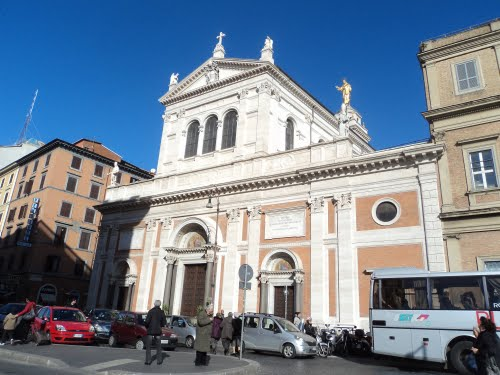
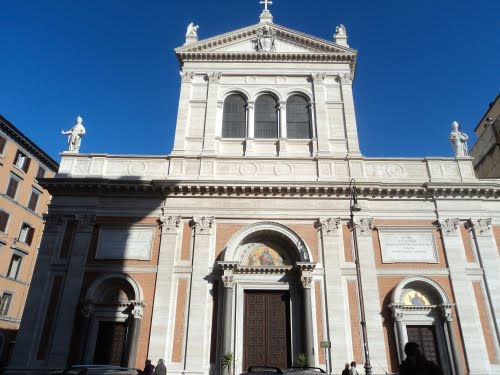
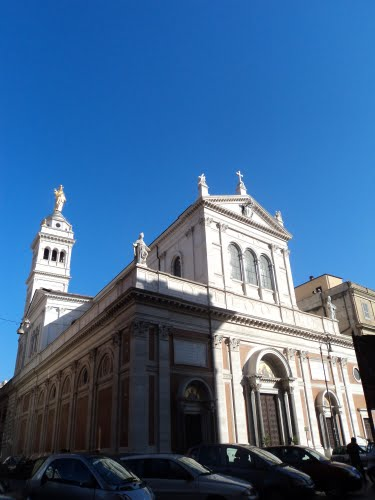
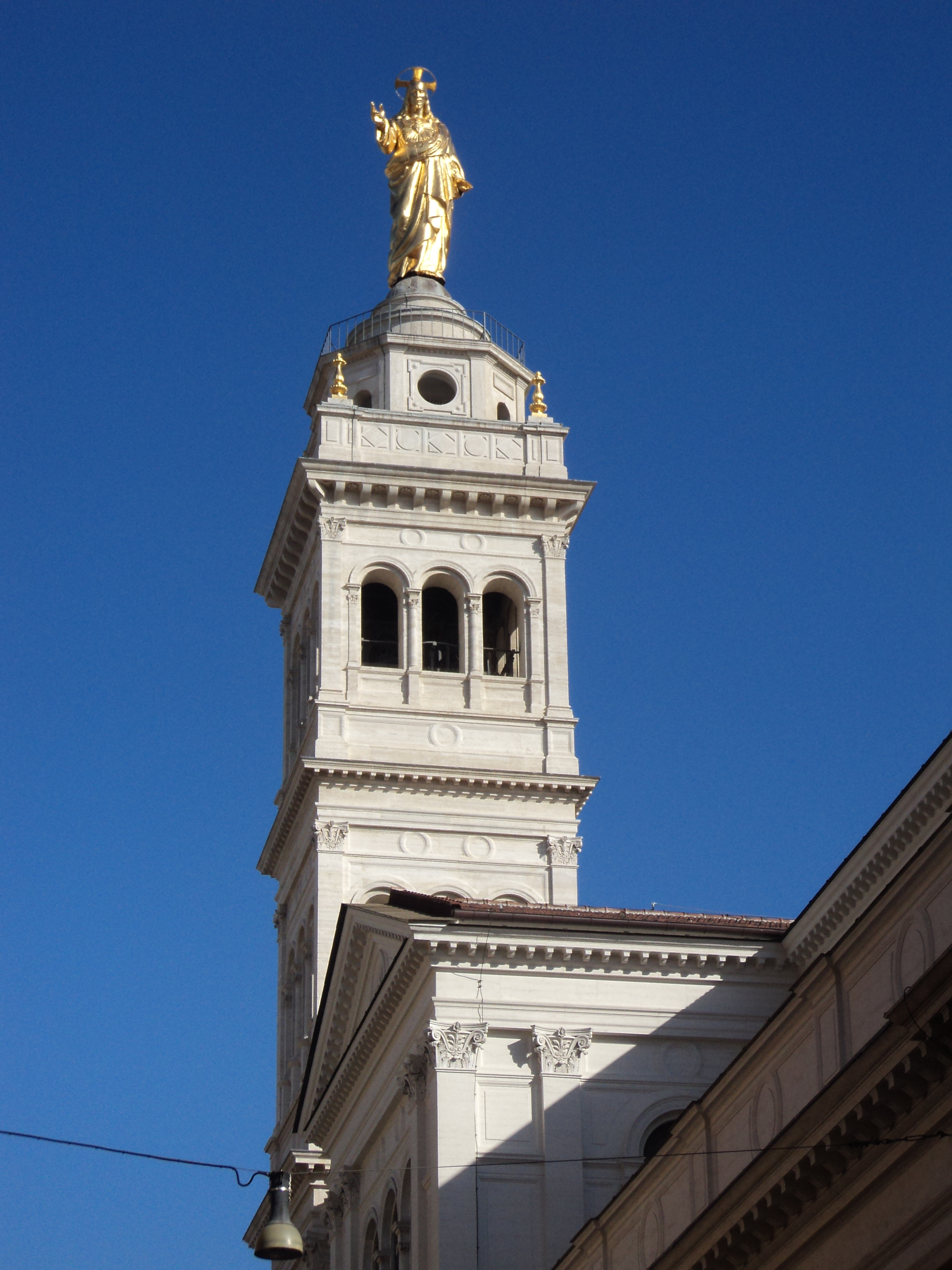